# Severo-oeralsk
Severo-oeralsk (Russisch: Североуральск) is een Russische stad op de oostelijke hellingen van de Noordelijke Oeral aan de samenloop van de rivier de Kolonga met de Vagran (zijrivier van de Sosva; stroomgebied van de Ob) op 512 kilometer ten noorden van Jekaterinenburg. De stad staat onder jurisdictie van de oblast en heeft een eigen luchthaven.

## Geschiedenis
Voor de komst van de Russen woonden er Mansen (in die tijd ook wel 'Wogoelen' genoemd, de Zurjeense benaming voor hen) in het gebied verspreid over meerdere nederzettingen van joerten. De eerste Russische nederzetting ten oosten van het Oeralgebergte was de nederzetting (gorodok) Lozvinski in 1590 op het grondgebied van de huidige stad Severo-oeralsk. Deze verdween echter vrij snel na de stichting van Verchotoerje in 1598. De jasak werd vandaar ook ingezameld van de Mansen die leefden in de joertennederzettingen in het gebied rond het huidige Severo-oeralsk. Namen van de Mansen leven nog voort in nederzettingen als Morozovko in district Serovski, de berg Denezjkin Kamen en het zijriviertje Dansja van de Vagran. In de 17e eeuw begon de industrialisatie van de Noordelijke Oeral en vanuit Verchotoerje (begin 17e eeuw het provinciale centrum) begonnen zoektochten naar ertslagen en geschikte locaties voor de vestiging van industrieën.
Volgens mijnbouwingenieur de Gennin werd de eerste industriële vestiging; kopersmelterij Ljalinski gesticht door inwoners van Verchotoerje op de plek van het huidige Severo-oeralsk, maar weer gesloten in 1744 nadat de ertslaag te dun was geworden om deze nog rendabel te maken. Rond 1757 werd er veel gezocht naar ertslagen, maar was de Noordelijke Oeral eigenlijk nog onbewoond door de Russen. De noordelijke grensrivier was eigenlijk de Ljalja. Onder leiding van Maksim Pochodjasjin kwam hier verandering in. Deze priesterszoon en posadhandelaar liet zoektochten uitvoeren naar delfstoffen in gebieden rondom Verchotoerje en wist meerdere ijzerertslagen te ontdekken. Hij besloot aan de samenloop van de Vagran en Kolonga een fabriek hiervoor te bouwen. In december 1757 kreeg hij hiervoor toestemming en op 17 mei 1758 begon hij met de bouw van een gietijzersmelterij die hij Petropavlovsk noemde. De naam "Petropavlovsk" werd afgeleid van de St. Petrus en Pauluskathedraal in Sint-Petersburg (St. Petr & Pavelkathedraal).
In 1760 werd het eerste gietijzer geproduceerd. In dat jaar werden echter ook rijke koperertslagen aangetroffen, waarop in 1761 werd gestart met de bouw van een kopersmelterij die gereed kwam in 1764. Tussen 1767 en 1777 werd er elk jaar ongeveer 15 ton ponden koper gesmolten van hoge kwaliteit, die werd gebruikt voor het maken van koperen munten. Qua productie behoorde de fabriek toen tot de grootsten van het Russische Rijk. Tegen het einde van de 18e eeuw verloor de fabriek echter langzaamaan deze positie; de productie van koper liep terug en de productie van gietijzer werd helemaal gestopt. Na de dood van Pochodjasjin verkocht zijn zoon en erfgenaam de fabriek aan de schatkist (staat) in 1791. De productie bleef echter dalen en in 1827 werd de fabriek gesloten omdat deze onrendabel was geworden; de kosten voor het transport uit de mijnen waren te hoog en er werd te weinig erts gevonden.
Tegen 1834 woonden er een kleine 800 mensen. In 1826 was echter goud gevonden bij de bronrivier Mostovaja en Malaja Poeja van de Sosva en een nieuwe industriële periode begon. Hierop kwamen inwoners uit de Cis-Oeral naar het gebied, waaronder lijfeigenen van prins Vsevolod Andrejevitsj Vsevolozjski, een neef van Vsevolod Alsksejevitsj Vsevolozjski die land had gekocht ten noorden van het gebied voor een datjsa. Na de dood van Vsevolod Andrejevitsj Vsevolozjski ontstond in 1824 de Joezjno-Zaozerskoj datsja en het dorpje Vsevolodo-Blagodatskoje dat uitgroeide tot het centrum van een volost. Een van de zonen van Vsevolod, Aleksandr, werd de eigenaar van de datsja en het noordelijk gedeelte van de datsja met het centrum in Nikita-Ivdel viel toe aan zijn jongere zoon Nikita, die een vriend was van dichter Aleksandr Poesjkin.
In het dorp begon een handelaar uit Perm genaamd Leonid Chotimski met de bouw van een kopersmelterij, maar deze werd niet voltooid. Voor de Vsevolozjski's werd nu het goud belangrijk. Hiernaast waren in de 19e eeuw de belangrijkste economische activiteiten in het dorp jagen en vissen. Met het opstarten van de Nadezjdinsk-fabriek in 1896 brak een nieuwe economische ontwikkelingsperiode aan voor de regio. In 1904 werd weer een van de ijzermijnen geopend en in 1906 werd een houtbedrijf gesticht. Ook werden goud-platinumertslager geëxploiteerd, wat mensen trok uit de goebernija's Vologda, Komi en Vjatka, van de mijnen bij Toerinsk en nog verder weg. De bevolking groeide daarop langzaam. In 1908 leefden er 624 mensen in de nederzetting Petropavlovsk, in 1916 694 en in 1926 822 (in de overige nederzettingen ongeveer 300). In de jaren 30 steeg de bevolking snel, omdat de Grote Zuiveringen losbarsten in de Sovjet-Unie. Duizenden mensen werden gedwongen om naar het gebied te gaan. Hierdoor ontstonden de nederzettingen Lesorazraborttsjikov en Zolotodobytsjikov en ontstond de houtverwerkingsindustrie.
In 1931 werd bauxiet gevonden en werd begonnen met het delven van de grote bauxietertslaag (Krasnaja-Sjapotsjkalaag) aan de oever van de Vagran. Later werden meer ertslagen geopend voor delving. Op 2 april 1934 werd de Bauxietmijn van de Severo-oeralsk (SUBR) geopend, die de belangrijkste economische activiteit van de plaats werd en waarom een nieuwe nederzetting ontstond. In de Tweede Wereldoorlog namen de werkzaamheden van SUBR enorm toe. In 1944 werden de nederzetting Petropavlovsk en een aantal nabijgelegen nederzettingen bestuurlijk samengevoegd tot de stad Severo-oeralsk ("Noorden van de Oeral"). Toen er later nog twee nieuwe bauxietertslagen werden ontdekt, werd SUBR de grootste aluminiumproducent van Rusland. Door fusies in de jaren 90 werd ze voorbijgestreefd en werd RUSAL de grootste aluminiumproducent.

## Economie
Severo-oeralsk is het centrum van een grote mijnbouwregio waar vooral bauxiet wordt gedolven. SUBR is nog steeds de grootste aluminiumproducent van Rusland en is onderdeel van de SUAL Groep, een groep van 20 aluminiumbedrijven in Rusland, die behoort tot de top tien van aluminiumproducenten van de wereld. SUBR opende in 2005 de eerste Russische mijn na de val van de Sovjet-Unie. Verder worden er bouwmaterialen geproduceerd, staat er een naaifabriek en zijn er houtkapbedrijven.

## Demografie
| Ontwikkeling van het inwoneraantal |       |         |        |        |        |        |        |
| Jaar                               | 1789  | 1897    | 1959   | 1970   | 1979   | 1989   | 2002   |
| Bevolking                          | 847 * | 1590 ** | 25.900 | 29.900 | 32.500 | 36.200 | 34.700 |

* 1789: 269 inwoners bij de Petropavlovsk-fabriek en 578 inwoners in de mijnbouwnederzettingen daar rondom (nu onderdeel van de stad)
**1897: 667 in de nederzetting Petropavlovsk en de rest in andere nederzettingen